# Poekilosoma
Poekilosoma is een kevergeslacht uit de familie van de boktorren (Cerambycidae). De wetenschappelijke naam van het geslacht werd voor het eerst geldig gepubliceerd in 1832 door Audinet-Serville.

## Soorten
Poekilosoma omvat de volgende soorten:
- Poekilosoma carinatipenne Lane, 1941
- Poekilosoma ornatum (Dalman, 1823)